# Троїцько-Іллінський монастир (Чернігів)
Тро́їцько-Іллі́нський монасти́р  — колишній православний монастир у Чернігові, у мальовничій околиці на Болдиних Горах; заснований близько 1069 року Антонієм Печерським.

## Історія
У 1069 році  чернігівський князь Святослав Ярославич  поставив над печерою  Антонія Печерського, засновника чернецтва на Русі,  дерев'яний храм Святого пророка Іллі.   Так створився  монастир.  У середині  ХІІ століття  чернігівські зодчі  на місці дерев'яної церкви побудували муровану тридільну  однобанну Іллінську церкву, що існує і тепер.  У 1237  році в результаті монголо-татрського погрому Чернігова  монастирські  будівлі були зруйновані.  Монастир занепав в XIV столітті, частково зруйнувався, була засипана частина ходів та храм з кімітірією. 
Відбудований у 1649 коштом чернігівського полковника Степана Пободайла, наказного гетьмана Лівобережної України. Загинув  в бою під Старим Биховом у 1654 році і похований у Іллінській церкві, яку відновив. На той час монастир став відомим, як центр церковного малярства.  1654 року Григорій Костянтинович Дубенський, у чернецтві Геннадій, написав тут один із найвидатніших творів українського іконопису  17 століття - ікону Божої Матері для Іллінського монастиря.  З  другої пол. 17 століття Троїцько- Іллінський монастир  був кафедрою чернігівських архієпископів. 
З ініціативи архієпископа Лазаря Барановича, коштом чернігівського полковника Василя Дуніна-Борковського, за допомогою також гетьмана Івана Мазепи, збудовано у 1679-1689 (остаточно 1695) величний собор Святої Трійці за проектом і під керівництвом архітектора Йоганна Баптіста, і відтоді монастир називався Троїцько-Іллінським.  Собор побудовано у стилі західноєвропейського бароко. За композицією  до собору близька чотириярусна дзвіниця, теж у стилі бароко. Тоді ж упорядковано Іллінський печерний комплекс, який налічує:  кілька ярусів підземних галерей, каплицю, келії та три підземні тридільні церкви: Преподобного Антонія, Преподобного Феодосія та Святого Миколи. 
У другій половині 17 століття Троїцько-Іллінський монастир став одним із центрів українського літописання. Ієромонах Леонтій Боболинський завершив тут свій "Літописець, сі єсть Кройніка з різних авторов і историков многих...", куди ввійшли давні українські хронографи, листи, твори римських та грецьких істориків, уривки з литовських та польських хронік...  У 1679 у монастир переведено Новгород-Сіверську друкарню, яка започаткувала "типографський двір" і Троїцько-Іллінський монастир став провідним центром друкарства України. З 1680 по 1721 рік тут було надруковано понад 100 видань, різної тематики і кількості. Видавництво за своєю різноманітністю поступалося лише Києву.  У 1783 році надійшов указ про заборону будь-яких друків у Чернігові без московської цензури. Книгодрукування у монастирі  припинолося у 1820 році. 
У 1786 монастир закрито і перетворено на архієрейський дім. За радянської влади монастир, як церковний осередок, був ліквідований.
1942 року було створено жіночу монастирську громаду. Монастир як дівоча обітель діяв до 1962 року. З 1967 року Троїцько-Іллінський монастир входив до складу  Чернігівського архітектурно-історичного заповідника.  Упродовж  1970-80-х років виконані  реставраційні роботи на пам'ятках архітектури: дзвіниці 1775 року, Свято-Троїцькому соборі, Іллінській церкві.  Нині на його території працює  музей «Антонієві печери».
Із будівель збереглися:
- Іллінська церква (друга пол. 12 століття);
- Свято-Троїцький собор (твір архітектора Івана Баптисти);
- Введенська трапезна церква (1677-1679);
- Дзвіниця (1775).

На території монастиря, біля Свято-Троїцького собору, могила Глібова Леоніда Івановича. Недалеко, на Болдиній горі могила Михайла Коцюбинського.

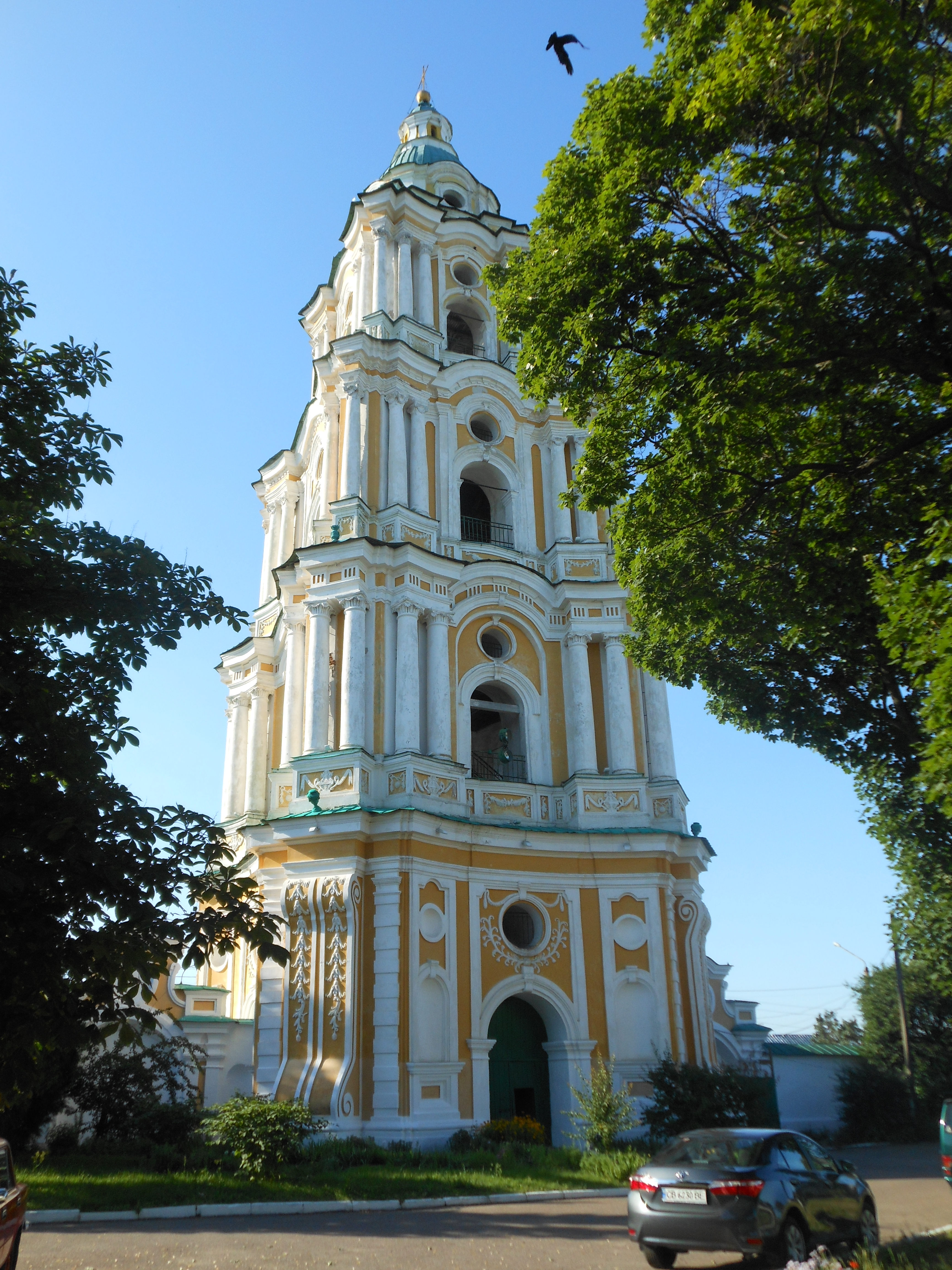
Дзвіниця Троїцького собору